# Vologases II
Vologases II foi um príncipe parta que competiu contra seu irmão Pácoro II (r. 78–110) pela coroa parta de 78 até sua derrota em 80.

## Nome
Vologases, Vologeso (Vologaesus), Vologesso (Vologessus) ou Vologeses são as formas latinas do parta Valagaxe (𐭅𐭋𐭂𐭔, Walagaš). A etimologia do nome não é clara, embora Ferdinand Justi proponha que Valagaxe seja um composto das palavras "força" (varəda) e "bonito" (gaš ou geš em persa moderno). Foi atestado em persa novo como Balaxe (بلاش, Balāš), em persa médio como Vardaquexe (Wardāḫš) ou Valaquexe (Walāḫš), em armênio como Valarxe (*Վաղարշ, *Vałarš), em árabe como Valaxe, Balaxe (بلاش, Valāš / Balāš) e Gulaxe (جولاش, Gulāš) e em grego como Olagado (*Ολαγαδος, via gen. Ολαγαδου), Olagedo (*Ολαγαίδος, Olagaídos, via gen. Ολαγαίδου), Ologado (*Ολογαδος, via gen. Ολογαδου), Uologedo (Ουολόγαιδος, Ouológaidos), Uologeos (Ουολόγεος, Ouológeos), Vologeso (Ουολόγαισος, Ouológaisos), Vologido (Βολόγίδος, Vológídos), Vologedo (Βολόγεδος, Vológedos), Ualases (*Ουαλάσες, via gen. Ουαλάσου) ou Ualasses (*Ουαλάσσες, via gen. Ουαλάσσου)